# Bhutahi
Bhutahi (en népalais : भुटाही) est un comité de développement villageois du Népal situé dans le district de Saptari. Au recensement de 2011, il comptait 4 016 habitants.